# Pierre Raufast
Œuvres principales
La fractale des raviolis,
Habemus Piratam,
Le Cerbère blanc
Pierre Raufast, né en 1973 à Marseille en France, est un écrivain français. Il est diplômé de l'école des Mines de Nancy. Il  vit et travaille à Clermont-Ferrand. 

## Prix littéraires
- La Fractale des raviolis
  - 2014 : Prix Talents Cultura[1]
  - 2015 : Prix Jeune mousquetaire[2]
  - 2015 : Prix de la Bastide[3]
- La Variante chilienne
  - 2015 : Sélection du prix du roman Fnac 2015[4]
  - 2015 : Sélection prix du style[5]
  - 2016 : Prix des lecteurs Chapelains (La chapelle sur Erdre)[6]
- La Baleine thébaïde
  - 2017 : Sélection du Prix du livre France Bleu[7]
  - 2017 : Sélection du Prix littéraire des lycéens et apprentis de la région Auvergne-Rhône-Alpes[8]
  - 2017 : Sélection de L'échappée littéraire (prix des lycéens de Bourgogne-Franche-Comté)[9]
  - 2017 : Sélection du prix des libraires[10]
- Habemus Piratam
  - 2018 : Coup de cœur du CLUSIF[11]
  - 2019 : Sélection du prix du FIC Forum international de la cybersécurité[12]
- Le cerbère blanc
  - 2020 : Sélection du Prix des libraires 2020[13]
  - 2020 : Sélection du Prix du Roman Coiffard 2020[14]
- Les Embrouillaminis
  - 2022 : Sélection du Prix Naissance d'une œuvre[15]
- La trilogie baryonique
  - 2023 : La tragédie de l'orque (Tome 1), dans la sélection finale du Prix Utopiales 2023[16]
  - 2024 : La tragédie de l'orque (Tome 1), lauréat du Prix des bibliothécaires des Imaginales 2024[17]